# Андорра на зимних Олимпийских играх 2010
Андорра на зимних Олимпийских играх 2010 была представлена 6 спортсменами в одном виде спорта.

## Результаты соревнований

### Лыжные виды спорта

#### Горнолыжный спорт
Мужчины
| Соревнование      | Спортсмены           | Скоростной спуск/ 1 спуск | Слалом/ 2 спуск | Всего   | Место |
| ----------------- | -------------------- | ------------------------- | --------------- | ------- | ----- |
| Скоростной спуск  | Кевин Эстеве Ригайль |                           |                 | 1:59,61 | 47    |
| Скоростной спуск  | Рожер Видоза         |                           |                 | 1:59,65 | 48    |
| Суперкомбинация   | Рожер Видоза         | 1:57,48                   | 52,85           | 2:50,33 | 25    |
| Суперкомбинация   | Кевин Эстеве Ригайль | DNF                       | —               | —       | —     |
| Супергигант       | Рожер Видоза         |                           |                 | 1:33,65 | 33    |
| Супергигант       | Кевин Эстеве Ригайль |                           |                 | 1:35,67 | 39    |
| Гигантский слалом | Рожер Видоза         | 1:21,91                   | DNF             | —       | —     |
| Слалом            | Рожер Видоза         | DNF                       | —               | —       | —     |

Женщины
| Соревнование      | Спортсмены       | Скоростной спуск/ 1 спуск | Слалом/ 2 спуск | Всего   | Место |
| ----------------- | ---------------- | ------------------------- | --------------- | ------- | ----- |
| Скоростной спуск  | Мирейя Гутьеррес |                           |                 | 1:52,87 | 28    |
| Суперкомбинация   | Мирейя Гутьеррес | 1:29,16                   | 46,51           | 2:15,67 | 24    |
| Супергигант       | Мирейя Гутьеррес |                           |                 | DNF     | —     |
| Гигантский слалом | Мирейя Гутьеррес | 1:20,61                   | DNF             | —       | —     |
| Гигантский слалом | Софи Хуарес      | DNF                       | —               | —       | —     |
| Слалом            | Софи Хуарес      | DNF                       | —               | —       | —     |

#### Лыжные гонки
Мужчины
Дистанция
| Соревнование           | Спортсмен      | Результат | Место |
| ---------------------- | -------------- | --------- | ----- |
| 15 км свободным стилем | Франсеск Сулье | 38:36,0   | 73    |
| Гонка преследования    | Франсеск Сулье | DNF       | -     |
| Масс-старт             | Франсеск Сулье | 2:25:00,8 | 47    |

Спринт
| Соревнование | Спортсмены     | Квалификация | Квалификация | Четвертьфинал | Четвертьфинал | Полуфинал | Полуфинал | Финал     | Финал     |
| Соревнование | Спортсмены     | Результат    | Место        | Результат     | Место         | Результат | Место     | Результат | Место     |
| ------------ | -------------- | ------------ | ------------ | ------------- | ------------- | --------- | --------- | --------- | --------- |
| Спринт       | Франсеск Сулье | 3:55,22      | 56           | не прошёл     | не прошёл     | не прошёл | не прошёл | не прошёл | не прошёл |

#### Сноуборд
Бордеркросс
| Соревнование | Спортсмены         | Квалификация | Квалификация | 1/8 финала | Четвертьфинал | Полуфинал | Финал     | Место |
| Соревнование | Спортсмены         | Результат    | Место        | 1/8 финала | Четвертьфинал | Полуфинал | Финал     | Место |
| ------------ | ------------------ | ------------ | ------------ | ---------- | ------------- | --------- | --------- | ----- |
| Мужчины      | Льюис Марин Таррок | 1:47,3       | 34           | не прошёл  | не прошёл     | не прошёл | не прошёл | 34    |